# Ломи (Стрітенський район)
Ломи́ (рос. Ломы) — село у складі Стрітенського району Забайкальського краю, Росія. Входить до складу Молодовського сільського поселення.

## Населення
Населення — 360 осіб (2010; 438 у 2002).
Національний склад (станом на 2002 рік):
- росіяни — 100 %